# 佛朗哥·邦塔迪尼
佛朗哥·邦塔迪尼（義大利語：Franco Bontadini，1893年1月4日—1943年1月27日），意大利男子足球运动员，司职中场。他曾代表意大利国奥队参加1912年夏季奥林匹克运动会足球比赛，获得第九名。